# Enigmazomus
Genre
Enigmazomus est un genre de schizomides de la famille des Hubbardiidae.

## Distribution
Les espèces de ce genre se rencontrent en Oman et en Somalie.

## Liste des espèces
Selon Schizomids of the World (version 1.0) :
- Enigmazomus benoiti (Lawrence, 1969)
- Enigmazomus eruptoclausus Harvey, 2006

## Publication originale
- Harvey, 2006 : The schizomid fauna (Arachnida: Schizomida: Hubbardiidae) of the Arabian Peninsula and Somalia. Fauna of Arabia, vol. 21, p. 167-177.